# Gennes-sur-Seiche
Gennes-sur-Seiche é uma comuna francesa na região administrativa da Bretanha, no departamento Ille-et-Vilaine. Estende-se por uma área de 18,55 km². Em 2010 a comuna tinha 969 habitantes (densidade: 52,2 hab./km²).